# سياه الأسواري
سیاه وعرف بالمصادر العربية بسیاه الأسواري هو نبيل فارسي شغل منصب قائد فصيل من وحدة أسواران الساسانية. انشق لاحقًا إلى جيش الخلفاء الراشدين وواصل شغل منصبه في الأسواران أو كما صار يعرف لاحقًا بالأساورة.

## السيرة الذاتية
سیاه هو من مواليد أصفهان في محافظة خوزستان و اصله من البلوش بمکران. خلال الفتح الإسلامي لفارس أرسل الملك الساساني يزدجرد الثالث 300 رجل تحت قيادة سیاه للدفاع عن خوزستان لكن أثناء فتح تستر انشق سیاه ورجاله إلى المسلمين. كان السبب الرئيسي في انشقاقهم الحفاظ على مناصبهم وثرواتهم لكن طبقًا لخوزستان كرونيكل سیاه ورجاله انشقوا للمسلمين فور دخولهم تستر. استقروا بعد ذلك في البصرة حيث تلقوا راتبهم وتحولوا للإسلام وتحالفوا مع بنو تميم في جنوب العراق.